# Бион 10
Бион 10 или Космос 2229 е космически апарат с маса 6000 кг изстрелян от ракетата Съюз на 29 декември 1992 г. в 13:30:00 UTC от космодрума Плесецк. Носи две маймуни, множество насекоми, амфибии, растения и клетъчни култури. В мисията взели участие девет страни и ЕКА. Космос 2229 орбитира около 12 дни около Земята. Изследванията са съсредоточени върху костите, нервната мускулатура, вестибуларната физиология, циркадните ритми и метаболизма.